# 桜通豊田ビル
桜通豊田ビル （さくらどおりとよたビル） は、愛知県名古屋市中村区名駅にあるオフィスビルである。
建設当初は近鉄新名古屋ビルの名称であったが、2015年（平成27年）1月より「桜通豊田ビル」に改称することになった。

## 概要
名古屋駅前の桜通沿いに近鉄グループが建設。
1993年（平成5年）3月に竣工したオフィスビルである。
近鉄名古屋駅や近鉄パッセなどが入るビルが「近鉄名古屋ビル｣となっており、区別する為に「近鉄新名古屋ビル」という名称となった。
「近鉄グループ経営改善計画」に伴う有利子負債削減の為、2003年にグローバル・ワン不動産投資法人に売却され、近鉄グループ以外の所有物件となったが、名称は従来のまま使用されていた。
さらに、2014年（平成26年）10月に同社からトヨタグループの東和不動産に売却され、2015年（平成27年）1月より名称を「桜通豊田ビル」に変更することになった。
トヨタグループの商社・豊田通商の系列下にあるシステムインテグレーターの豊通シスコムやSAPジャパンなどのIT系企業も入居している。
愛知県 人にやさしい街づくりの推進に関する条例で定める整備基準を満たし、障害者対応エレベーターと車いす使用者対応トイレの設置をしているビルに交付される「やさしさマーク」を取得しており、障害者が利用しやすいオフィスビルの一つである。

## 主なテナント
- SAPジャパン
- 近鉄不動産
- テクノUMG名古屋支店 (JSRグループ)
- ベルシステム24
- 東山フイルム
- 関西みらい銀行名古屋支店・名古屋中央支店
- 岡三証券名古屋支店

## 最寄駅
名古屋駅、近鉄名古屋駅、名鉄名古屋駅、国際センター駅

## 参照
1. 1 2 3 4 5 6  和田憲二(2014年12月2日). “東和不動産:「近鉄ビル」が「豊田ビル」に−−名駅前”. 毎日新聞 (毎日新聞社)
2. 1 2 3 4 5 6 7 8 9  “近鉄新名古屋ビル”.   近鉄ビルサービス株式会社. 2014年11月7日閲覧。
3. ↑  “固定資産（不動産信託受益権）の譲渡について”.   近畿日本鉄道株式会社 (2003年). 2014年11月5日閲覧。
4. ↑  “やさしさマーク交付建築物（事務所）”.   名古屋市役所 (2005年4月4日). 2014年11月5日閲覧。